# ۱۳۳۷ (خورشیدی)
۱۳۳۷ هزار و سیصد و سی و هفتمین سال هجری خورشیدی سالی کبیسه است.

## زادروزها
- ۱۰ فروردین - علیرضا افتخاری، خواننده سنتی و پاپ
- ۲۰ تیر - فریدون عباسی دوانی رئیس سابق سازمان انرژی اتمی
- ۷ مرداد - حسین مرعشی، فعال سیاسی و معاون رئیس‌جمهور در دولت محمد خاتمی در رفسنجان
- ۱ آبان -علی کردان، وزیر استیضاح شده کشور دولت محمود احمدی‌نژاد
- ۱ دی - یدالله شادمانی، بازیگر
- ۱۴ دی - شهره صولتی، خواننده و بازیگر
- ۳ بهمن - حمید درخشان، فوتبالیست سابق تیم ملی ایران
- ۲۲ بهمن - مرضیه وحید دستجردی، وزیر بهداشت ایران در دولت دوم احمدی‌نژاد و اولین وزیر زن در تاریخ جمهوری اسلامی.
- ۴ اسفند - لیلا فروهر، خواننده
- ۲۷ اسفند - رؤیا تیموریان، بازیگر

تاریخ نامعلوم
- محمد رحمتی، وزیر سابق راه و ترابری در دولت محمود احمدی‌نژاد در شهر یزد دیده به جهان گشود
- سید محمد جهرمی، وزیر کار و امور اجتماعی ایران در دولت اول محمود احمدی‌نژاد، زاده شهر تهران
- سهیلا جلودارزاده، نماینده مجلس شورای اسلامی ایران و سیاستمدار ایرانی؛ زاده شهرری
- سردار شهید احمد کاظمی، فرمانده لشکر ۸ زرهی نجف و فرمانده اسبق نیروی زمینی سپاه پاسداران
- پرویز کاظمی، سیاستمدار ایرانی و کارشناس مسائل اقتصادی و صنعت.
- گیتی ساعتچی، بازیگر

## درگذشت‌ها
- ۱۱ اردیبهشت - علی سهیلی، از نخست وزیران دوره پهلوی
- ۲ بهمن - داریوش رفیعی، خواننده سبک سنتی